# 蒋秋霞
蒋秋霞（1953年—），女，汉族，浙江奉化人，中华人民共和国政治人物、中华全国妇女联合会会员、第十一届全国政协委员。担任中国华艺音像实业有限公司艺术总监、中国国际商会珠海调解中心主席。2008年，当选第十一届全国政协委员，代表中华全国妇女联合会，分入第二十组，并担任提案委员会专委。